# Шалл, Клиффорд
Кли́ффорд Гле́нвуд Шалл (англ. Clifford Glenwood Shull, 23 сентября 1915, Питтсбург, штат Пенсильвания, США — 31 марта 2001, Медфорд, штат Массачусетс, США) — американский физик, лауреат Нобелевской премии по физике в 1994 году (совместно с Бертрамом Брокхаузом) «за создание метода нейтронной дифракции».
Член Национальной академии наук США (1975).

## Биография
Клиффорд Шалл родился в семье Дэвида и Дэйзи Шалл в районе Питтсбурга под названием Гленвуд (в честь которого получил своё второе имя), в штате Пенсильвания. Интерес к физике, как к возможной профессии в будущем, Шалл проявил на последнем году обучения в школе Шенли (англ. Shenley High School), где он проходил курс физики у Поля Дюсарта. После школы Шалл  поступил в Технологический институт Карнеги (англ. Carnegy Institute of Technology, сейчас — Университет Карнеги — Меллон), где слушал лекции по физике Гарри Хауэра, декана физического факультета, которые оказали на него сильное впечатление и еще более убедили в выборе дальнейшей профессии.
В январе 1934 года неожиданно умирает отец Шалла, что приводит к кризису в семье. Старший брат Клиффорда Перри Лео, недавно закончивший школу по художественной специальности, вынужден отказаться от идеи дальнейшего обучения и заняться отцовским бизнесом. Это продолжалось до конца обучения Клиффорда в институте в 1937 году. После обучения Шалл получает приглашение присоединиться к одной из исследовательских групп на факультете физики в Нью-Йоркском университете, занимающейся проблемами ядерной физики. Руководителями группы были Фрэнк Майерс (англ. Frank Myers) и Роберт Хантун (англ. Robert Huntoon), которые на тот момент работали над созданием генератора Кокрофта-Уолтона для ускорения дейтронов на энергию 200 кэВ. Шалл участвовал в первых испытаниях созданного ускорителя (опыты в области D-D-реакций).
В первом году своего пребывания в Нью-Йорке Шалл знакомится с Мартой-Нуэль Саммер, которая позднее становится его женой.
Во время обучения Шалла на третьем курсе, на факультете принимается решение о поддержке создания генератора Ван дер Граафа для ускорения электронов до энергии 400 кэВ. Создание ускорителя представлялось на тот момент важной задачей, поскольку помогло бы доказать существование у электронов спина или поляризации (предыдущие попытки в этом направлении были неудачными). В качестве ассистента Фрэнка Майерса, Шалл помогает в создании генератора, который впоследствии использует для проведения опытов по двойному рассеянию электронов для своей диссертационной работы. В июне 1941 года Шалл получает степень доктора наук. 
В июле того же года Шалл переезжает с семьей в Бикон, Нью-Йорк, где до 1946 года работает в исследовательской лаборатории «Техасской компании» (англ. The Texas Company). Там он занимается изучением микроструктуры катализаторов с использованием газовой адсорбции, дифракции рентгеновского излучения и рассеяния. С вступлением США во Вторую мировую войну в декабре 1941 года эта область исследований приобрела особо важное значение, поскольку получаемые в лаборатории катализаторы использовались при изготовлении высокопроизводительного авиационного топлива. В это же время Шалл начинает интересоваться Манхэттенским проектом, в который были вовлечены многие крупные учёные-физики того времени. Его переходу туда препятствует руководство Техасской компании и Шалл вынужден оставаться в Биконе до конца войны.
После окончания войны Шалл возобновляет свои попытки по присоединению к Манхэттенскому проекту, и на этот раз удачно. В июне 1946 года он вместе с семьёй переезжает в Теннесси для работы в Национальной лаборатории Оук-Ридж. В Оук-Ридже Шалл работает вместе с Эрнестом Волланом (англ. Ernest Wollan), сконструировавшим элементарный двухосевой спектрометр для получения нейтронных дифракционных картин кристаллов и других материалов. За исследования в области нейтронной дифракции, проводившиеся в этой лаборатории, Шалл в 1994 году получит Нобелевскую премию по физике. Воллану разделить эту премию с Шаллом и Брокхаузом помешает его смерть в 1984 году. 
В Оук-Риджской лаборатории Шалл работает до 1955 года, после чего переходит в Массачусетский технологический институт. Там он занимается обучением студентов на исследовательском реакторе MITR-I. На основе данных о нейтронной радиации, получавшейся в данном реакторе, группа Шалла проводила исследования в различных областях, включая намагниченность в кристаллах, технологию получения поляризованного излучения, динамическое рассеяние в идеальных кристаллах, интерферометрию и фундаментальные свойства нейтрона. 
В 1986 году Шалл отошёл от научной и преподавательской деятельности. Он скончался 31 марта 2001 года, в возрасте 85 лет, в Мемориальном госпитале Лоуренса в Медфорде после скоротечной болезни. У Шалла трое сыновей — Джон, Роберт и Уильям.

## Интересные факты
Период времени, прошедший со времени создания метода нейтронной дифракции до награждения Шалла и Брокхауза является самым большим в истории Нобелевский премий.